# Margaret Matson
Margaret Mattson fue una curandera finlandesa, y una de las dos mujeres juzgadas y absueltas por brujería en Filadelfia, Pensilvania en 1683.

## Biografía
Nils y Margaret Mattson llegaron a la colonia de Nueva Suecia, en la actual sureste de Pensilvania, el 22 de mayo de 1654, a bordo del barco Orn. Se establecieron en tierras cercanas a Eddystone, Pensilvania.
De ascendencia sueco-finlandesa, Nils era una reputada curandera perteneciente a la tradición finlandesa. En 1683, algunos vecinos de Margaret afirmaron que ella había hechizado al ganado. Acusadas de practicar brujería, fueron juzgadas ante el Consejo Provincial de Pensilvania el 7 de febrero de 1683. Esto ocurrió diecinueve años después de que el territorio sueco se convirtiera en una colonia de derecho consuetudinario británico y estuviera sujeto a la Ley de Brujería inglesa de 1603.
Acusada por varios vecinos, así como por su propia nuera, los presuntos delitos de Mattson incluían amenazar a los vecinos, hacer que las vacas dieran poca leche, hechizar y matar al ganado y aparecerse ante testigos en forma espectral. El 27 de febrero de 1683, el Fiscal General acusó a Mattson y su vecina Gertro (alias Yeshro) Jacobsson, esposa de Hendrick Jacobsson, ante un gran jurado de 21 hombres supervisado por el propietario de la colonia, William Penn. El gran jurado presentó una acusación formal esa tarde y los casos fueron llevados a juicio. Penn seleccionó un pequeño jurado de 12 hombres y se nombró un intérprete para las mujeres finlandesas, que no hablaban inglés. Penn prohibió el uso de abogados de la acusación y la defensa, realizó él mismo el interrogatorio y permitió la introducción de testimonios de oídas sin fundamento. El propio Penn dio los cargos finales y las instrucciones al jurado, pero lo que les dijo no fue transcrito. Según las actas del Consejo Provincial, fechadas el 27 de febrero de 1683, el jurado regresó con un veredicto de ser "Culpable de tener la fama popular de bruja, pero no culpable en la manera y de la forma en que se la acusa".
Así, Mattson fue declarada culpable de tener reputación de bruja, pero no culpable de hechizar animales. Ninguna de las mujeres fue condenadas por brujería. "De esta manera, los supersticiosos consiguieron que se afirmara su pensamiento. Los menos supersticiosos y de mentalidad justa también consiguieron lo que querían". Las acusadas fueron puestas en libertad tras el pago de una fianza de 50 libras por parte de sus maridos y la promesa de seis meses de buena conducta.
Una leyenda popular cuenta que William Penn desestimó los cargos contra Mattson al afirmar su derecho legal a volar en una escoba, diciendo: "Bueno, no conozco ninguna ley en contra de eso". El registro no muestra ningún comentario de ese tipo, pero la historia probablemente refleja las opiniones populares sobre los valores cuáqueros socialmente progresistas de Penn.